# 2014 i sydkoreansk musik
2014 i sydkoreansk musik innebär musikrelaterade händelser i Sydkorea under år 2014.
Det bäst säljande albumet i landet under året var Overdose av pojkbandet EXO, medan den bäst säljande singeln var "Some" av den kvinnliga sångerskan Soyou och den manliga sångaren Junggigo. Den artist som fick ta emot flest priser för årets artist vid sydkoreanska musikgalor var pojkbandet EXO, medan den artist som fick ta emot flest priser för årets nya artist var pojkbandet Winner. Årets album gick flest gånger till Overdose av pojkbandet EXO, medan årets låt gick flest gånger till "Eyes, Nose, Lips" av den manliga sångaren Taeyang.
Noterbara händelser under året inkluderar den dödliga bilolyckan som involverade tjejgruppen Ladies' Code från Polaris Entertainment, vilken resulterade i att de två medlemmarna EunB och Rise båda omkom. Under året hölls även flera större musikevenemang. Noterbara debuterande musikgrupper under året som kom att ha framgångsrika framtida karriärer inkluderar tjejgrupper som Lovelyz, Mamamoo och Red Velvet, samt pojkband som Got7 och Winner.

## Försäljning

### Singlar
- Lista över singelettor på Gaon Chart 2014

Den mest sålda låten genom digital nedladdning var "Some" av Soyou & Junggigo med fler än 2,2 miljoner nedladdningar, vilket också var den mest sålda låten genom strömning med fler än 109 miljoner spelningar.
| Rank | Artist               | Sångtitel                             |
| ---- | -------------------- | ------------------------------------- |
| 1    | Soyou & Junggigo     | "Some"                                |
| 2    | Taeyang              | "Eyes, Nose, Lips"                    |
| 3    | Park Hyo-shin        | "Wild Flower"                         |
| 4    | San E & Raina        | "A Midsummer Night's Sweetness"       |
| 5    | IU ft. Kim Chang-wan | "The Meaning of You"                  |
| 6    | Gary ft. Jung-in     | "Your Scent"                          |
| 7    | IU & High4           | "Not Spring, Love or Cherry Blossoms" |
| 8    | Apink                | "Mr. Chu"                             |
| 9    | Akdong Musician      | "200%"                                |
| 10   | IU ft. Yijeong       | "Friday"                              |

### Album
- Lista över albumettor på Gaon Chart 2014

Det mest sålda albumet var Overdose av EXO med fler än 380 000 sålda skivor. Den kinesiska versionen av samma album var också det näst mest sålda albumet med fler än 270 000 sålda skivor.
| Rank | Artist            | Albumtitel   |
| ---- | ----------------- | ------------ |
| 1    | EXO-K             | Overdose     |
| 2    | EXO-M             | Overdose     |
| 3    | Super Junior      | Mamacita     |
| 4    | TVXQ              | Tense        |
| 5    | Girls' Generation | Mr.Mr.       |
| 6    | JYJ               | Just Us      |
| 7    | Infinite          | Season 2     |
| 8    | Super Junior      | This Is Love |
| 9    | Beast             | Good Luck    |
| 10   | B1A4              | Who Am I     |

## Utmärkelser
| Prisutdelning           | Kategori       | Kategori                 | Kategori                                                                | Kategori                   |
| Prisutdelning           | Årets artist   | Årets nya artist         | Årets album                                                             | Årets låt                  |
| ----------------------- | -------------- | ------------------------ | ----------------------------------------------------------------------- | -------------------------- |
| Gaon Chart Music Awards | —              | Mamamoo Winner           | TVXQ Tense EXO Overdose Super Junior Mamacita Super Junior This is Love | 12 vinnare                 |
| Golden Disc Awards      | 21 vinnare     | Got7 Red Velvet Winner   | EXO Overdose                                                            | Taeyang "Eyes, Nose, Lips" |
| Korean Music Awards     | Lee Seung-hwan | Kim Sa-wol & Kim Hae-won | Loro's W.A.N.D.Y                                                        | Soyou & Junggigo "Some"    |
| Melon Music Awards      | IU             | Winner                   | g.o.d Chapter 8                                                         | Taeyang "Eyes, Nose, Lips" |
| Mnet Asian Music Awards | EXO            | Winner                   | EXO Overdose                                                            | Taeyang "Eyes, Nose, Lips" |
| Seoul Music Awards      | EXO            | Eddy Kim Got7 Red Velvet | Beast Time                                                              | Soyou & Junggigo "Some"    |

## Händelser

### Evenemang
- 16 januari: Golden Disc Awards 2013 hålls i Grand Peace Palace, Kyunghee University i Seoul.[5]
- 23 januari: Seoul Music Awards 2013 hålls i Jamsil Arena i Seoul.[6]
- 12 februari: Gaon Chart Music Awards 2013 hålls i Olympic Gymnastics Arena i Seoul.[7]
- 13 november: Melon Music Awards 2014 hålls i Olympic Gymnastics Arena i Seoul.[8]
- 3 december: Mnet Asian Music Awards 2014 hålls i AsiaWorld-Arena i Hongkong (Kina).[9]

### Avlidna
- Go Eun-bi, född 23 november 1992, död 3 september 2014, var en kvinnlig sydkoreansk sångerska som var medlem i tjejgruppen Ladies' Code. Hon avled 21 år gammal till följd av en bilolycka.[10]
- Kwon Ri-se, född 16 augusti 1991, död 7 september 2014, var en kvinnlig sydkoreansk sångerska som var medlem i tjejgruppen Ladies' Code. Hon avled 23 år gammal till följd av en bilolycka, efter fyra dagar på sjukhus.[11]
- Shin Hae-chul, född 6 maj 1968, död 27 oktober 2014, var en manlig sydkoreansk sångare som var medlem i rockbandet N.EX.T. Han avled 46 år gammal till följd av medicinsk felbehandling som orsakade en hjärtinfarkt fem dagar tidigare.[12]

## Artister

### Debuterande musikgrupper
|      |
| 4TEN |

|            |
| Berry Good |

|        |
| BIGFLO |

|           |
| Bob Girls |

|      |
| Got7 |

|      |
| Halo |

|      |
| JJCC |

|        |
| K-Much |

|        |
| Laboum |

|        |
| Legend |

|         |
| Lovelyz |

|         |
| Mamamoo |

|      |
| Minx |

|            |
| Red Velvet |

|         |
| Sonamoo |

|                 |
| Strawberry Milk |

|         |
| Wanna.B |

|        |
| Winner |

### Upplösta musikgrupper
|                    |
| 8Eight (2007–2014) |

|                   |
| Skarf (2012–2014) |

### Medlemsförändringar
- 100%: Sanghoon lämnar gruppen.
- After School: Jooyeon lämnar gruppen.
- Chocolat: Min Soa och Juliane lämnar gruppen.
- EXO: Kris och Luhan lämnar gruppen.
- Fiestar: Cheska lämnar gruppen.
- Girls' Generation: Jessica lämnar gruppen.
- Hello Venus: Seoyoung och Yeoreum går med gruppen. Yoo Ara och Yoonjo lämnar gruppen.
- K-Much: Loki lämnar gruppen.
- Kara: Youngji går med gruppen. Nicole och Jiyoung lämnar gruppen.
- LC9: E.Den och Rasa lämnar gruppen.
- MBLAQ: Lee Joon och Thunder lämnar gruppen.
- Melody Day: Yoomin går med gruppen.
- Nine Muses: Lee Sem, Eunji och Sera lämnar gruppen.
- Rania: Yina och Jooyi lämnar gruppen.
- Skarf: Ferlyn lämnar gruppen.
- Sunny Hill: Janghyun lämnar gruppen.
- Tahiti: Jerry går med gruppen. Jungbin lämnar gruppen.
- U-KISS: Jun går med gruppen.
- Wonder Girls: Sunye lämnar gruppen.

## Albumsläpp

### Första kvartalet
| Datum    | Artist            | Albumtitel        |
| Januari  | Januari           | Januari           |
| -------- | ----------------- | ----------------- |
| 3        | Girl's Day        | Everyday 3        |
| 6        | TVXQ              | Tense             |
| 7        | K-Much            | Beyond the Ocean  |
| 8        | Dal Shabet        | B.B.B             |
| 13       | B1A4              | Who Am I          |
| 20       | Got7              | Got It?           |
| 20       | Rainbow           | RB Blaxx          |
| Februari |                   |                   |
| 4        | B.A.P             | First Sensibility |
| 6        | Gain              | Truth or Dare     |
| 12       | Bangtan Boys      | Skool Luv Affair  |
| 12       | Stellar           | Marionette        |
| 17       | BtoB              | Beep Beep         |
| 17       | Sunmi             | Full Moon         |
| 24       | CNBLUE            | Can't Stop        |
| 24       | Girls' Generation | Mr.Mr.            |
| 25       | AlphaBat          | Attention         |
| 25       | Melody Day        | Another Parting   |
| 26       | 2NE1              | Crush             |
| 27       | Nell              | Newton's Apple    |
| 27       | TVXQ              | Spellbound        |
| Mars     |                   |                   |
| 10       | Lunafly           | Special Guy       |
| 12       | Orange Caramel    | Catallena         |
| 17       | 100%              | Bang the Bush     |
| 17       | 4Minute           | 4Minute World     |
| 24       | MBLAQ             | Broken            |
| 31       | Apink             | Pink Blossom      |
| 31       | M.I.B             | The Maginot Line  |

### Andra kvartalet
| Datum | Artist          | Albumtitel                 |
| April | April           | April                      |
| ----- | --------------- | -------------------------- |
| 7     | Akdong Musician | Play                       |
| 9     | NC.A            | Scent of NC.A              |
| 17    | Block B         | Jackpot                    |
| Maj   |                 |                            |
| 7     | EXO             | Overdose                   |
| 12    | Hyosung         | Top Secret                 |
| 16    | IU              | A Flower Bookmark          |
| 19    | Phantom         | Phantom Power              |
| 20    | Park Ji-yeon    | Never Ever                 |
| 21    | Infinite        | Season 2                   |
| 22    | Berry Good      | Love Letter                |
| 26    | 15&             | Sugar                      |
| 27    | VIXX            | Eternity                   |
| Juni  |                 |                            |
| 2     | U-KISS          | Mono Scandal               |
| 2     | ZE:A            | First Homme                |
| 9     | Boyfriend       | Obsession                  |
| 10    | B.A.P           | B.A.P Unplugged 2014       |
| 10    | Bob Girls       | The 1st Single Album       |
| 10    | Gummy           | I Loved... Have No Regrets |
| 16    | Beast           | Good Luck                  |
| 18    | Mamamoo         | Hello                      |
| 19    | AOA             | Short Hair                 |
| 19    | Davichi         | 6,7                        |
| 23    | BIGFLO          | First Flow                 |
| 23    | Got7            | Got Love                   |
| 23    | History         | Desire                     |
| 26    | Halo            | 38°C                       |
| 30    | Hyomin          | Make Up                    |

### Tredje kvartalet
| Datum     | Artist         | Albumtitel                   |
| Juli      | Juli           | Juli                         |
| --------- | -------------- | ---------------------------- |
| 7         | 100%           | Sunkiss                      |
| 7         | f(x)           | Red Light                    |
| 8         | g.o.d          | Chapter 8                    |
| 9         | NU'EST         | Re:Birth                     |
| 14        | B1A4           | Solo Day                     |
| 14        | Girl's Day     | Everyday 4                   |
| 18        | J-Min          | Shine                        |
| 21        | Sistar         | Touch N Move                 |
| 22        | Infinite       | Be Back                      |
| 23        | Homme          | Pour les femmes              |
| 24        | Block B        | H.E.R                        |
| 28        | Bestie         | Hot Baby                     |
| 28        | Hyuna          | A Talk                       |
| 29        | JYJ            | Just Us                      |
| 31        | Bob Girls      | Summer Repackage             |
| 31        | HA:TFELT       | Me?                          |
| Augusti   |                |                              |
| 7         | Ladies' Code   | Kiss Kiss                    |
| 11        | Secret         | Secret Summer                |
| 12        | Winner         | 2014 S/S                     |
| 18        | Kara           | Day & Night                  |
| 18        | Orange Caramel | My Copycat                   |
| 19        | Bangtan Boys   | Dark & Wild                  |
| 21        | Sunny Hill     | Sunny Blues                  |
| 22        | AlphaBat       | Answer                       |
| 26        | Sistar         | Sweet & Sour                 |
| 26        | Wax            | Spark                        |
| 27        | JJCC           | JJCC 1st Mini Album          |
| 28        | Laboum         | Petit Macaron                |
| September |                |                              |
| 1         | Super Junior   | Mamacita                     |
| 11        | T-ara          | And & End                    |
| 15        | 2PM            | Go Crazy!                    |
| 15        | Ailee          | Magazine                     |
| 15        | Teen Top       | Éxito                        |
| 16        | TaeTiSeo       | Holler                       |
| 17        | F.Cuz          | Bargaining for Love          |
| 18        | Clazziquai     | Blink                        |
| 18        | Minx           | Why Did You Come to My Home? |
| 29        | BtoB           | Move                         |

### Fjärde kvartalet
| Datum    | Artist          | Albumtitel         |
| Oktober  | Oktober         | Oktober            |
| -------- | --------------- | ------------------ |
| 7        | Gavy NJ         | She                |
| 13       | Boyfriend       | Witch              |
| 14       | Jieun           | 25                 |
| 14       | VIXX            | Error              |
| 15       | Girl's Day      | I Miss You         |
| 15       | Strawberry Milk | The 1st Mini Album |
| 20       | Beast           | Time               |
| 21       | Epik High       | Shoebox            |
| 22       | g.o.d           | Wind               |
| 27       | Super Junior    | This is Love       |
| 30       | 2AM             | Let's Talk         |
| 30       | Legend          | Out of My Mind     |
| November |                 |                    |
| 7        | Urban Zakapa    | 04                 |
| 11       | AOA             | Like a Cat         |
| 17       | Lovelyz         | Girls' Invasion    |
| 18       | Got7            | Identify           |
| 19       | Nicole          | First Romance      |
| 20       | Halo            | Hello Halo         |
| 21       | Mamamoo         | Piano Man          |
| 24       | Apink           | Pink Luv           |
| 25       | BIGFLO          | Second Flow        |
| 25       | MBLAQ           | Winter             |
| 25       | Wassup          | Showtime           |
| December |                 |                    |
| 4        | Sunwoo Jung-a   | Riano Poom         |
| 10       | Teen Top        | Snow Kiss          |
| 22       | BtoB            | The Winter's Tale  |
| 29       | Sonamoo         | Deja Vu            |